# La Codina (Castellcir)
La Codina és una masia del terme municipal de Castellcir, a la comarca natural del Moianès.
Està situada en el sector central-meridional del terme, a prop i al sud-est del Carrer de l'Amargura. És també molt a prop i al nord-oest de la Vileta, al nord de Can Sants, al nord-oest del Molí del Bosc, al sud-sud-est de Sant Andreu de Castellcir i a la dreta de la riera de Castellcir.
Per davant de la Codina passa el Camí de Sant Andreu, en la variant primigènia, que també passava per Can Sants. Actualment (2011), aquest camí està tallat per al pas de vehicles de qualsevol mena.
És un mas documentat des del segle xiii, tot i que en l'edifici actual no sembla subsistir cap element d'aquella època.

## Etimologia
Com molts dels masos catalans més antics, el seu nom reflecteix la seva situació geogràfica: la masia està assentada damunt d'una roca codina que aflora en un espai net de vegetació.